# آنیتا لوئیس
آنیتا لوئیس (انگلیسی: Anita Louise؛ ۹ ژانویهٔ ۱۹۱۵ – ۲۵ آوریل ۱۹۷۰) یک هنرپیشه اهل ایالات متحده آمریکا بود. وی بین سال‌های ۱۹۲۱ تا ۱۹۷۰ میلادی فعالیت می‌کرد.

## گزیده فیلمشناسی
از فیلم‌ها یا برنامه‌های تلویزیونی که وی در آن نقش داشته‌است می‌توان به آثار زیر اشاره کرد.
- ۴ ابلیس (۱۹۲۸)
- شگفتی زنان (۱۹۲۹)
- مادام دو باری (فیلم ۱۹۳۴) (۱۹۳۴)
- کشیش قاضی (۱۹۳۴)
- پرنده آتشین (فیلم ۱۹۳۴) (۱۹۳۴)
- رؤیای شب نیمه تابستان (فیلم ۱۹۳۵) (۱۹۳۵)
- داستان لوئی پاستور (۱۹۳۶)
- آنتونی ادورس (۱۹۳۶)
- بانوی اول (فیلم) (۱۹۳۷)
- ماری آنتوانت (فیلم ۱۹۳۸) (۱۹۳۸)
- خواهران (فیلم ۱۹۳۸) (۱۹۳۸)
- گوریل (فیلم ۱۹۳۹) (۱۹۳۹)
- رینو (فیلم ۱۹۳۹) (۱۹۳۹)
- نامه‌های عاشقانه (۱۹۴۵)
- نقاب شیطان (فیلم ۱۹۴۶) (۱۹۴۶)